# Beauty Zhuwao
Beauty Lily Zhuwao (/ zuːˈwaɪoʊ /; sinh ngày 10 tháng 1 năm 1965) là một nữ chính trị gia Zimbabwe, và vợ của bộ trưởng chính phủ Patrick Zhuwao. Bà cũng là con dâu của Sabina Mugabe, em gái của cựu Tổng thống Zimbabwe Robert Mugabe. Trước cuộc đảo chính Zimbabwe năm 2017, Zhuwao đã hoạt động trong chính trị ZANU-PF, phục vụ trong nhiều năm làm thủ quỹ của tỉnh cho tỉnh Mashonaland West.

## Cuộc đời và sự nghiệp
Zhuwao sinh ngày 10 tháng 1 năm 1965.
Trong các cuộc đàm phán chính trị ở Zimbabwe 2008–09, Zhuwao được chọn vào Ủy ban lựa chọn Hiến pháp (COPAC), hoạt động để soạn thảo hiến pháp Zimbabwe mới. Bà được chỉ định làm người báo cáo, đánh giá dư luận trong quá trình soạn thảo hiến pháp. [3] Vào tháng 9 năm 2010, Zhuwao tấn công thành viên ủy ban Bednock Nyaude, MDC-T House of Assembly cho Bindura South. Zhuwao tấn công Nyaude bên ngoài văn phòng của Quản trị viên quận cho Kadoma ở tỉnh Mashonaland Tây. Bà đấm vào ngực anh ta sau khi cáo buộc anh ta nói rằng bà ấy có vấn đề cá nhân, điều mà Nyaude phủ nhận. Sau vụ việc, Nyaude báo cáo vụ tấn công tại đồn cảnh sát trung tâm Kadoma vào ngày 7 tháng 9 năm 2010, và cũng thông báo cho các thành viên COPAC là biên tập viên Matamisa và Walter Chidakwa, cả hai thành viên của Hạ viện. Matamisa, lần lượt, báo cáo sự cố cho COPAC đồng chủ tịch Paul Mangwana và Douglas Mwonzora. Monzwora nói rằng nếu bị kết tội, Zhuwao sẽ bị loại khỏi COPAC.
Vào ngày 6 tháng 2 năm 2011, Zhuwao đã bị Tsitsi Mugabe đánh bại trong cuộc bầu cử chủ tịch Ủy ban điều phối ZANU – PF Zvimba. Mugabe đã nhận được 26 phiếu bầu, còn Zhuwao chỉ được 14.